# BePink/Saisons 2016–2018
Dieser Artikel listet den Kader und die Erfolge des Radsportteams BePink in den Saisons 2016–2018 auf.

## Saison 2016: BePink

### Erfolge
- Neuseeländische Zeitfahrmeisterschaft: Jaime Nielsen
- 3. Etappe Tour of Zhoushan Island: Anastassija Tschulkowa
- Slowakische Zeitfahrmeisterschaft: Tereza Medveďová
- Rumänische Zeitfahrmeisterschaft: Ana Covrig
- Rumänische Straßenmeisterschaft: Ana Covrig
- Gesamtwertung und 1. Etappe Tour de Bretagne Féminin: Ilaria Sanguineti
- Italienische Zeitfahrmeisterschaft: Silvia Valsecchi

## Saison 2017: BePink Cogeas

### Erfolge
| Siege    | Siege                                                         | Siege      | Siege  | Siege                   | Siege |
| Datum    | Rennen                                                        | Staat      | Klasse | Siegerin                |       |
| -------- | ------------------------------------------------------------- | ---------- | ------ | ----------------------- | ----- |
| 8. Mär.  | Setmana Ciclista Valenciana, 1. Etappe                        | Spanien    | 2.2    | BePink Cogeas           |       |
| 17. Jun. | Giro del Trentino Alto Adige                                  | Italien    | 1.1    | Nikola Nosková          |       |
| 22. Jun. | Tschechische Meisterschaften, Einzelzeitfahren der Frauen     | Tschechien | CN     | Nikola Nosková          |       |
| 24. Jun. | Tschechische Meisterschaften, Straßenrennen der Frauen        | Tschechien | CN     | Nikola Nosková          |       |
| 7. Sep.  | Tour Cycliste Féminin International de l’Ardèche, 3. b Etappe | Frankreich | 2.2    | Silvia Valsecchi        |       |
| 24. Okt. | Tour of Guangxi Women                                         | China      | 1.1    | Maria Vittoria Sperotto |       |

### Team
| Teamkader 2017                           | Teamkader 2017    | Teamkader 2017 | Teamkader 2017                 |
| Name                                     | Geburtsdatum      | Land           | Vorheriges Team                |
| ---------------------------------------- | ----------------- | -------------- | ------------------------------ |
| Alison Jackson                           | 14. Dezember 1988 | Kanada         | Twenty16-Ridebiker (2016)      |
| Tereza Medveďová                         | 27. März 1996     | Slowakei       |                                |
| Giulia Nanni                             | 14. April 1997    | Italien        |                                |
| Nikola Nosková (12. Mai–31. Dez.)        | 1. Juli 1997      | Tschechien     |                                |
| Francesca Pattaro                        | 12. März 1995     | Italien        |                                |
| Katia Ragusa                             | 19. Mai 1997      | Italien        | Servetto Footon (2016)         |
| Ilaria Sanguineti                        | 15. April 1994    | Italien        |                                |
| Tatiana Shamanova                        | 18. Januar 1992   | Russland       |                                |
| Maria Vittoria Sperotto                  | 20. November 1996 | Italien        | Servetto Footon (2016)         |
| Margarita Syradojewa (14. Feb.–31. Dez.) | 6. April 1995     | Russland       |                                |
| Anastassija Tschulkowa                   | 7. März 1985      | Russland       | RusVelo (2014)                 |
| Ksenija Tuhaj                            | 1. Juli 1995      | Belarus        |                                |
| Silvia Valsecchi                         | 19. Juli 1982     | Italien        | Top Girls-Fassa Bortolo (2011) |
| Olga Sabelinskaja                        | 10. Mai 1980      | Russland       | RusVelo (2014)                 |
| Ekaterina Anoshina (17. Jun.–31. Dez.)   | 26. April 1991    | Russland       | RusVelo (2014)                 |
|                                          |                   |                |                                |
| Quelle: Cycling Archives                 |                   |                |                                |

## Saison 2018: BePink

### Erfolge
| Siege    | Siege                                                       | Siege      | Siege  | Siege                | Siege |
| Datum    | Rennen                                                      | Staat      | Klasse | Siegerin             |       |
| -------- | ----------------------------------------------------------- | ---------- | ------ | -------------------- | ----- |
| 23. Jun. | Slovakia National Road Cycling Championships - Women RR     | Slowakei   | CN     | Tereza Medveďová     |       |
| 1. Jul.  | Russische Meisterschaften, Straßenrennen der Frauen         | Russland   | CN     | Margarita Syradojewa |       |
| 15. Jul. | European Road Cycling Championships - Women U23 RR          | Tschechien | CC     | Nikola Nosková       |       |
| 18. Sep. | Tour Cycliste Féminin International de l’Ardèche, 7. Etappe | Frankreich | 2.1    | Erica Magnaldi       |       |

### Team
| Teamkader 2018                      | Teamkader 2018    | Teamkader 2018 | Teamkader 2018                     |
| Name                                | Geburtsdatum      | Land           | Vorheriges Team                    |
| ----------------------------------- | ----------------- | -------------- | ---------------------------------- |
| Letizia Borghesi                    | 16. Oktober 1998  | Italien        | Servetto Giusta (2017)             |
| Erica Magnaldi                      | 24. August 1992   | Italien        |                                    |
| Tereza Medveďová                    | 27. März 1996     | Slowakei       |                                    |
| Lisa Morzenti                       | 23. Januar 1998   | Italien        | Astana Women's Team (2017)         |
| Nikola Nosková                      | 1. Juli 1997      | Tschechien     |                                    |
| Francesca Pattaro                   | 12. März 1995     | Italien        |                                    |
| Katia Ragusa                        | 19. Mai 1997      | Italien        | Servetto Footon (2016)             |
| Maria Vittoria Sperotto             | 20. November 1996 | Italien        | Servetto Footon (2016)             |
| Silvia Valsecchi                    | 19. Juli 1982     | Italien        | Top Girls-Fassa Bortolo (2011)     |
| Tatiana Guderzo (1. Jul.–31. Dez.)  | 22. August 1984   | Italien        | Lensworld-Kuota (2017)             |
| Nicole Steigenga (1. Jul.–31. Dez.) | 27. Januar 1998   | Niederlande    | Parkhotel Valkenburg-Destil (2017) |
|                                     |                   |                |                                    |
| Quelle: UCI                         |                   |                |                                    |